# Ђулијанова
Ђулијанова (итал. Giulianova) град је у средишњој Италији. Ђулијанова је други по величини град округа Терамо у оквиру италијанске покрајине Абруцо.

## Природне одлике
Град Ђулијанова налази се у средишњем делу Италије, на 40 км северно од Пескаре. Град на брегу изнад западне обале Јадрана, а иза града се пружа брдска област позната по виноградарству, изнад које се ка западу издижу средишњи Апенини. Ђулијанова је најважније приморско насеље округа Терамо.

## Становништво
Према резултатима пописа становништва 2011. у општини је живело 23.199 становника.
| 1931.  | 1936.  | 1951.  | 1961.  | 1971.  | 1981.  | 1991.  | 2001.  | 2011.  |
| ------ | ------ | ------ | ------ | ------ | ------ | ------ | ------ | ------ |
| 10.007 | 10.873 | 12.583 | 15.252 | 19.348 | 21.360 | 21.865 | 21.400 | 23.199 |

Ђулијанова данас има око 23.000 становника, махом Италијана. Последњих деценија број становника у граду стагнира. Лети се број становника знатно увећа због многобројних туриста, махом домаћих.

## Партнерски градови
- Мантова

## Галерија
- Црква св. Флавијана
- Булевар уз море
- Градска марина
- Црква св. Марије од мора